# Blake Scheerhoorn
Blake Scheerhoorn (ur. 6 stycznia 1995 w Belleville) – kanadyjski siatkarz, grający na pozycji przyjmującego, reprezentant Kanady. Od sezonu 2019/2020 występuje w niemieckiej Bundeslidze, w drużynie SVG Lüneburg.

## Sukcesy klubowe
Canada West Mens Volleyball:
- 2016, 2017
- 2014, 2015

U Sports Championship:
- 2016, 2017
- 2015

## Sukcesy reprezentacyjne
Mistrzostwa Ameryki Północnej, Środkowej i Karaibów Juniorów:
- 2014

Puchar Panamerykański Juniorów:
- 2015

Puchar Panamerykański:
- 2016[3]